# Casal de Can Rissec
Casal de Can Rissec és una obra del municipi de Llagostera (Gironès) inclosa en l'Inventari del Patrimoni Arquitectònic de Catalunya. És un casal de planta quadrada amb murs portants i coberta plana. L'edifici es desenvolupa l'entorn de l'escala que comunica les plantes, això queda reflectit exteriorment per una torre de notable alçada. En el primer pis hi ha les estances de la família i la segona planta era ocupada pel servei. La planta baixa era destinada a magatzems dels estris del camp. A la façana nord hi ha una galeria porxada en planta baixa amb pilars quadrats i arcs semicirculars seguint els estilemes propis de les voltes del s. XIX, és acabada amb una de ferro i copons florals de pedra artificial. Hi ha una capella adossada a la façana de ponent de planta rectangular, absis poligonal i estil neogòtic. La teulada és coberta de peces vidriades en forma d'escames de peix.

## Història
La finca es va engrandir a partir de les desamortitzacions eclesiàstiques del segle xix. La construcció d'aquest casal està lligada a l'època d'esplendor de la indústria del suro, activitat a la qual es dedicava aquesta família. A principis del s. XX es bastí una capella dedicada a Santa Susanna. En el seu interior es conserven peces de retaule del s. XV i l'absis està decorat amb pintures inspirades en retaules dels mestres gòtics. El mas fou infeudat i ocupat durant la Guerra Civil i va pedra gran part de l'excel·lent mobiliari que guardava. Es conserven encara alguns mobles d'estil isabelí. Al costat hi ha Can Rissec, l'edifici originari.